# Lemuel J. Bowden

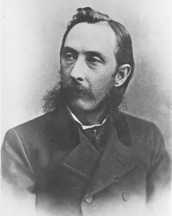
Lemuel J. Bowden

Lemuel Jackson Bowden, född 16 januari 1815 i Williamsburg, Virginia, död 2 januari 1864 i Washington, D.C., var en amerikansk politiker. Han representerade delstaten Virginia i USA:s senat från 1863 fram till sin död.
Bowden utexaminerades från The College of William & Mary. Han studerade sedan juridik och inledde 1838 sin karriär som advokat. Han var delegat till Virginias konstitutionskonvent 1849 och 1851.
Senator Waitman T. Willey tillträdde 1863 som senator för den nya delstaten West Virginia. Bowden efterträdde Willey som senator för Virginia men han avled redan följande år i ämbetet. Samtidigt som Bowden och John S. Carlile representerade Virginia i USA:s senat, hade Virginia även representation i Amerikas konfedererade staters senat. Ingen efterträdare valdes efter Bowdens död. Sedan hade Virginia ingen representation alls efter 1865, då Carliles mandatperiod tog slut och CSA upphörde att existera. Först 1870 godkändes Virginia på nytt som delstat i USA. Då tillträdde John F. Lewis och John W. Johnston som nya senatorer.